# Arquidiócesis greco-ortodoxa de Teodosiópolis
La arquidiócesis greco-ortodoxa de Teodosiópolis es una diócesis vacante de la Iglesia ortodoxa perteneciente a la Iglesia ortodoxa de Antioquía, cuya sede estaba en Teodosiópolis (la actual Erzurum) en Turquía. Desde el exilio obligado de sus fieles al final de la Segunda Guerra Mundial la arquidiócesis ha permanecido de hecho suprimida, pero formalmente aún sigue existiendo. Teodosiópolis de Armenia (también llamada Teodosiópolis de Capadocia) era una sede metropolitana de la provincia romana de Armenia Tercera en la diócesis civil de Oriente y en el patriarcado de Antioquía.

## Territorio
La arquidiócesis comprende en Turquía territorio de la provincia de Erzurum y de otras adyacentes. Limita al norte con los metropolitanatos de Colonia, Caldia, Cheriana y Céraso y Trapezus (los tres de la Iglesia ortodoxa de Constantinopla) y con las eparquías de Batumi y Lazistán y Ajaltsije y Tao-Klarjeti (ambas de la Iglesia ortodoxa georgiana); al este con la arquidiócesis greco-ortodoxa de Bagdad y Kuwait; al sur con la arquidiócesis greco-ortodoxa de Amida; y al oeste con la arquidiócesis greco-ortodoxa de Amida y con el metropolitanato de Neocesarea (de la Iglesia ortodoxa de Constantinopla).

## Historia
Según el Anuario Pontificio, Teodosiópolis fue parte del patriarcado de Constantinopla y era sufragánea del metropolitanato de Camaco. Sin embargo, en las Notitiae Episcopatuum del siglo VII y de inicios del siglo X, la diócesis aparece como sufragánea del metropolitanato de Cesarea.
El Concilio de Nicea I en 325 aprobó la ya existente organización eclesiástica según la cual el obispo de la capital de una provincia romana (el obispo metropolitano) tenía cierta autoridad sobre los otros obispos de la provincia (sufragáneos), utilizando por primera vez en sus cánones 4 y 6 el nombre metropolitano. Quedó así reconocido el metropolitanato de Cesarea en la provincia romana de Capadocia. El canon 6 reconoció las antiguas costumbres de jurisdicción de los obispos de Alejandría, Roma y Antioquía sobre sus provincias, aunque no mencionó a Cesarea, su metropolitano también encabezaba de la misma manera a los obispos de la diócesis civil de Capadocia como exarca del Ponto. El canon 28 del Concilio de Calcedonia en 451 pasó al patriarca de Constantinopla las prerrogativas del exarca del Ponto, por lo que el metropolitanato de Cesarea pasó a ser parte del patriarcado, junto con sus sufragáneas (entre ellas la diócesis de Teodosiópolis).
Hay tres obispos documentados de Teodosiópolis. Pedro I intervino en el concilio de 448 convocado en Constantinopla por el patriarca Flaviano para condenar a Eutiques. Manasés intervino en el Concilio de Calcedonia en 451. Pedro II participó en 533 en la disputa entre ortodoxos y monofisitas severianos en Constantinopla.
En la Notitia Antiochena, que se cree que fue elaborada por el patriarca Anastasio de Antioquía en la segunda mitad del siglo VI, Teodosiópolis o Dara figura como uno de los grandes metropolitanatos del patriarcado de Antioquía, por lo que previamente la diócesis había sido elevada a metropolitanato y transferida desde el patriarcado de Constantinopla al de Antioquía. Esta Notitia le adjudica dos diócesis sufragáneas: Randos y Banasypsa o Nasala.
En 610 Teodosiópolis o Karin fue ocupada por un tiempo por el Imperio sasánida. Teodosiópolis fue conquistada por el Califato Omeya de Abdallah Ibn Abd al-Malik hacia 700/701. Se convirtió en la capital del emirato de Ḳālīḳalā y fue utilizada como base para incursiones en territorio bizantino. De 753 a 772, de 934 a 948, y de nuevo en 949, las fuerzas bizantinas conquistaron Teodosiópolis y expulsaron a toda la población árabe. Luego la ciudad fue repoblada con griegos y armenios. En 1071 los turcos selyúcidas tomaron posesión de Teodosiópolis y la renombraron Erzurum. Desde 1080 la dinastía saltúquida se instaló en Erzurum, y la hizo su capital hasta que en 1202 fue conquistada por el Sultanato de Rum. En 1242 la ciudad fue saqueada y devastada por los mongoles y en 1295 pasó al Ilkanato, en 1358 a la dinastía yalayerí, en 1385 a Kara Koyunlu y en 1502 a los safávidas. El Imperio otomano ocupa Erzurum en 1517.
En 1700 el patriarca de Alejandría Gerásimo Pallade menciona la existencia de la diócesis de Teodosiópolis. En 1715 el patriarca de Jerusalén Crisanto mencionó en un Syntagmation la jerarquía melquita dependiente del patriarca de Antioquía y metropolitano de Damasco pocos años antes de la división del patriarcado. Hizo mención de la metrópolis de Teodosiópolis, cuyo titular era exarca de toda la Armenia Mayor.
Entre 1821 y 1823 Erzurum fue ocupada por Irán y entre 1828 y 1829 por el Imperio ruso, que la vuelve a ocupar entre 1877 y 1879.
En 1900 Teodosiópolis era una de las 13 arquidiócesis en que se dividía el patriarcado de Antioquía, y lo seguía siendo en 1907. 
Durante la Primera Guerra Mundial Rusia ocupó Erzurum en 1916 hasta que fue recuperada por los otomanos el 12 de marzo de 1918. La mayoría de la población cristiana de la ciudad fue masacrada o deportada. Tras el Tratado de Lausana, para poner fin a la guerra greco-turca, en 1923 se implementó un intercambio de poblaciones entre Grecia y Turquía que condujo a la extinción total de la presencia cristiana ortodoxa en el territorio de la arquidiócesis de Teodosiópolis.

## Cronología de los obispos
- Pedro I † (mencionado en 448)
- Manasés † (mencionado en 451)
- Pedro II † (mencionado en 533)